# HMS Spearfish (69S)
Pour les articles homonymes, voir Spearfish.
Le HMS Spearfish (Pennant number: 69S) est un sous-marin de la classe S de la Royal Navy britannique. Mis en service en 1935, il sert pendant la Seconde Guerre mondiale et est torpillé le 1er août 1940

## Conception et description
La deuxième série de sous-marins de la classe S a été conçue comme une version légèrement améliorée et élargie des premiers bateaux de la classe et était destinée à opérer en mer du Nord et en mer Baltique. Les sous-marins avaient une longueur totale de 63,6 m, une largeur de 7,3 m et un tirant d'eau moyen de 3,6 m. Ils déplaçaient 780 t en surface et 975 t en immersion. Les sous-marins de classe S avaient un équipage de 40 officiers et matelots. Ils avaient une profondeur de plongée de 91,4 m.
Pour la navigation en surface, les sous-marins étaient propulsés par deux moteurs Diesel de 775 chevaux (578 kW), chacun entraînant un arbre d'hélice. En immersion, chaque hélice était entraînée par un moteur électrique de 650 chevaux-vapeur (485 kW). Ils pouvaient atteindre 13,75 nœuds (25,47 km/h) en surface et 10 nœuds (19 km/h) sous l'eau. En surface, les sous-marins du deuxième groupe avaient une autonomie de 6 000 milles nautiques (11 000 km) à 10 nœuds (19 km/h) et de 64 milles nautiques (119 km) à 2 nœuds (3,7 km/h) en immersion.
Les sous-marins de classe S étaient armés de six tubes lance-torpilles de 21 pouces (533 mm) à l'avant. Ils transportaient six torpilles de rechargement pour un total d'une douzaine de torpilles. Ils étaient également armés d'un canon de pont de 3 pouces (76 mm).

## Histoire
Commandé le 18 février 1935 dans le cadre du programme de construction de 1934, le HMS Spearfish  est posé le 23 mai 1935 dans le chantier naval de Cammell Laird à Birkenhead en Angleterre. Il est lancé le 21 avril 1936. Le sous-marin est mis en service le 12 décembre 1936 et a reçu le numéro de fanion (Pennant number) 69S.
Le 25 septembre 1939, le HMS Spearfish touché par des avions ennemis (non identifiés) est ramené à son port d'attache Rosyth (Écosse), escorté par les destroyers Somali et Eskimo. Il sera mis sur cale pendant près de 10 mois, et réparé.
Le HMS Spearfish, après réparation, sort en patrouille pour la première fois le 31 juillet 1940, commandé par le commandant John Hay. Opérant dans la mer du Nord, le lendemain 1er août au matin, le sous-marin est atteint par une torpille lancée par le sous-marin allemand U-34 commandé par Wilhelm Rollmann. Le HMS Spearfish sera coulé à environ 130 milles marins au nord-est de la Grande-Bretagne au large d'Aberdeen (Obar Dheathain, Écosse) à la position exacte de 58° 07′ N, 1° 32′ E.
L’Unterseeboot 34 allemand récupérera un seul survivant sur les lieux du naufrage, le marin William Pester qui effectuait sa première sortie avec le sous-marin Spearfish.
Le sous-marin allemand U-34, commandé par Wilhelm Rollmann, rentrait à sa base après avoir terminé sa mission, où il avait coulé 11 bateaux marchands alliés ainsi que le destroyer britannique HMS Whirlwind. Sur son retour, il ne lui restait qu'une torpille, qui lui a permis de détruire le HMS Spearfish... Le commandant et son équipage furent, à leur arrivée en Allemagne, reçus en héros.

## Commandants
- Lieutenant (Lt.) John Henry Eaden (RN) du 17 décembre 1938 au 12 novembre 1939
- Lieutenant Commander (Lt.Cdr.) John Hay Forbes (RN) du 31 janvier 1940 au 2 août 1940

Notes: RN: Royal Navy.